# Dan Cruickshank
Dan Cruickshank (ur. 26 sierpnia 1949) – historyk sztuki i architektury, prezenter telewizji BBC, a także autor wielu publikacji historycznych.